# Chris Klug
Chris Klug (18 novembre 1972) è uno snowboarder statunitense.

## Palmarès

### Olimpiadi
- Bronzo a Salt Lake City 2002 nello slalom gigante parallelo.

### Winter X Games
- Oro a Aspen 2016 nel dual slalom.
- Oro a Aspen 2018 nel dual slalom.